# Crabe sauce d'huître
Le crabe sauce d'huître est un plat de fruits de mer chinois à base de crabe, servi dans une sauce d'huître. C'est un plat populaire en Asie, et notamment en Chine, Singapour, Indonésie et aux Philippines.

## Origine
Le crabe sauce d'huître est issu de la cuisine cantonaise, et est apparu avec l'invention de la sauce d'huître à la fin du XIXe siècle, avant de se répandre à travers l'Asie. En Indonésie, le plat est appelé kepiting saus tiram, et est un plat emblématique de la cuisine sino-indonésienne.

## Ingrédients
L'espèce de crabe la plus utilisée pour ce plat est le Scylla serrata (ou crabe des palétuviers), cependant le crabe bleu peut également être utilisé.
Le crabe est coupé en morceaux et brièvement frit dans un wok à feu vif, avec de l'ail, gingembre, oignon et cébettes, puis mélangé avec de la sauce d'huître, de la sauce soja, du ang ciu (vin de cuisson chinois) et du sucre. La sauce est ensuite épaissie avec de l'amidon de maïs et de l'eau.